# Стивен Мэтьюрин
Стивен Мэтьюрин (англ. Stephen Maturin) — вымышленный персонаж, герой серии военно-морских приключений английского писателя Патрика О’Брайана.

## Характеристика персонажа
Стивен Мэтьюрин — судовой врач на корабле своего лучшего друга Джека Обри.
Общая характеристика его натуры — невероятная смесь потрясающей наивности и цинизма, непреклонной воли и мечтательности, хладнокровия и скрытых страстей, отсутствия карьеризма и преданности долгу, ненависти к насилию и безразличия к крови, щепетильность к людям и пренебрежение к общественному мнению.
Многие выходки доктора весьма забавны. Однако воспринимать доктора как корабельного шута — опасное заблуждение. Многие люди поплатились, поддавшись этому заблуждению — кто жизнью, кто кошельком, кто карьерой.

## Факты «биографии» доктора Мэтьюрина
У доктора нет семьи, упомянуто, что он незаконнорождённый. Его отец — некий ирландский офицер (упоминается фамилия отца Фицджеральд), а мать — каталонка. Стивен исповедует католичество, однако предан Англии. Он свободно говорит на английском, испанском, каталонском, французском и латинском языках, также может говорить на ирландском и португальском, изучает греческий, арабский, малайский, урду… однако с трудом понимает морской жаргон.
В молодости доктор входил в радикальное движение Общество объединённых ирландцев, организовавших Ирландское восстание (1798) (впоследствии разгромленное английским правительством). Затем стал шпионом сначала Адмиралтейства, затем правительства. Например, в Испании доктор известен под именем Дон Эстебан Мэтьюрин-и-Доманова, владелец замка под Леридой. Добыл несколько чрезвычайно ценных для Англии сведений.
На этом поприще претерпел провал (не по своей вине). Был арестован французской контрразведкой в Испании. К нему применили третью степень допроса (пытки на дыбе). Получил многочисленные вывихи суставов рук, ног, пальцев. Воля Стивена не была сломлена. Его друг, капитан Джек Обри, в страшной спешке подготовил и осуществил операцию по освобождению доктора. Операция прошла успешно, Стивен был освобождён и переправлен в Англию. После этого приключения долго восстанавливал здоровье.
В Калькутте Стивен Мэтьюрин застрелил на дуэли богатого финансового воротилу Каннинга. Причина дуэли — женщина, миссис Диана Вильерс, жившая на содержании у Каннинга. Доктор был влюблён в Диану и предлагал ей стать его женой. На этой дуэли Стивен получил пулю под грудину. Поскольку не доверял местным врачам, сделал себе операцию сам.
На дипломатической службе доктор проявил незаурядный талант. Его задачей была обеспечить дипломатическую составляющую военной операции по установлению протектората Короны над островами Маврикий и Реоньюн. Усилия доктора принесли ощутимый результат: население островов добровольно сменило французский флаг на английский. При этом боевая часть операции обошлась почти без крови, что вызвало досаду у военных. Те утверждали, что доктор «украл» у них блистательную победу.

## Внешность
В цикле можно встретить описание внешности доктора: худощав, невысокого роста, голову бреет наголо (его волосы практически все выпали, осталось небольшое количество над ушами), узкое лицо с высоким лбом, тусклые серые глаза. Из одежды предпочитает серые и тёмные цвета, носит парик серого цвета, армированный серебряными нитями.
В начале цикла отчаянно нуждался, несмотря на неприхотливость, поэтому и принял приглашение капитана Обри стать судовым врачом. Получив свою долю призовых денег, стал состоятельным человеком, однако не изменил своим привычкам — по-прежнему ходит в своём ветхом чёрном сюртуке, а бреется раз в четыре дня.
Стивен весьма мечтательная натура. У него, как правило, совершенно отсутствующий взгляд, исключение составляют темы, действительно интересные Стивену: сравнительная анатомия животных и человека, модная на то время в кулуарах теория Ламарка, психология человека и животных.

## Характер и привычки
В событиях цикла доктора не раз называют убеждённым бессребреником. Доктор старается получить такую должность, которая заведомо не принесёт ему прибыли. На дипломатической службе Стивену приходится распоряжаться огромными суммами не учитываемых наличных денег (по сути, это деньги, выделяемые Короной на подкуп и шпионаж). Стивен избавляется от денег с облегчением, при этом совершенно искренне.
Доктор ненавидит насилие и убийства. Когда капитан Джек Обри пригласил доктора принять участие в абордажной атаке, доктор отказался. Стивен заявил, что никогда не возьмёт в руки абордажную саблю, однако предложил стать к штурвалу. Такое чистоплюйство не помешало ему всадить пулю Каннингу, своему сопернику в любви к Диане Вильерс.
Надо сказать, что у доктора присутствует садистская жилка: разбогатев, он специально закупает для добавления в составляемые им снадобья дурно пахнущие вещества — бобровую струю, креозот, скипидар и др. По уверению самого Стивена, он это делает для того, чтобы пациенты явственно чувствовали, что доктор занимается лечением, а не шарлатанством.
Доктор весьма небрежен не только по отношению к своему кошельку, но и к своему внешнему виду. Бреется он раз в четыре дня, носит один и тот же полинявший, вытертый сюртук. Его карманы могут содержать как завёрнутую в платок котлету (утащенную с последнего обеда), так и кисту из желудка пациента, которую он удалил вчера утром. Стол доктора в каюте всегда завален бумагами, календарями, справочниками, игральными картами и медицинскими инструментами.
Стивен Мэтьюрин неисправимый циник. Цинизм проявляется во всём. Это совершенное пренебрежение к внешнему виду и деньгам. Он может как ни в чём ни бывало заявить смертельно больному пациенту, что с удовольствием проанатомирует его после кончины. Ходят слухи, что доктор покупал тела повешенных преступников, чтобы поупражняться в хирургии. В свободное время он анатомирует гиену, дельфина, лису, причём может сделать это на обеденном столе, не снимая парадного сюртука. Как-то он сделал лошади кровопускание, прямо в гостиной поместья Мелбери Лодж (где они проживали вместе с капитаном Джеком Обри). Может притащить на образцовый корабль Его Величества «Резвый» улей с живыми пчёлами.
Только почтение, проявляемое моряками к судовым врачам, позволило доктору избежать расправы, когда Стивену пришло в голову заявить, что он с нетерпением ждёт смерти обезьяны, любимицы экипажа фрегата «Резвый». Доктор наивно считает, что показательный урок анатомии будет полезен морякам.

## Умения и навыки
Великолепный хирург, психолог, натуралист. Играет на виолончели и флейте. Сам пишет музыку: упоминается написанная им пьеса «Плач по Тир-нан-Ог». Сам доктор объясняет, что Тир-нан-Ог — достойнейшая часть его родины, исчезнувшая много лет назад.
При постоянно декларируемом пацифизме доктора, неожиданно выясняется, что он великолепно владеет шпагой и стреляет из пистолетов.
Был случай, когда доктор ободрал до нитки некого весьма самоуверенного лейтенанта морской пехоты, обыграв его в карты. Лейтенанта сбила с толку кажущая наивность Стивена, сопровождаемая славой бессребреника.
Методы лечения доктора тоже весьма характерны для тех лет: он лечит не столько микстурами, сколько диетами, моционами, кровопусканиями, обёртыванием мокрой простынёй, обриванием волос на голове (при высокой температуре), скипидаровыми клизмами. Для восстановления сил Стивен прописывает своим пациентам портер. Себе, для успокоения нервов, доктор Мэтьюрин регулярно прописывает опиумную настойку.
Доктор ведёт дневник, причём все записи делает с помощью изобретённой им же для себя секретной стенографии. Научные наблюдения и важные сведения он пишет на латыни, а личные записи — на каталонском.

## В кинематографе
В 2003 доктора Мэтьюрина сыграл Пол Беттани в фильме «Хозяин морей: на краю земли».

## Список книг
См. Цикл о капитане Джеке Обри и докторе Стивене Мэтьюрине